# كنيسة الإنترنت
يشير مصطلح كنيسة الإنترنت إلى الطرق التي تستخدمها الجماعات المتدينة لتسهيل أنشطتها الدينية، وخاصّةً خدمات العبادة. أثار استخدام الإنترنت في المسائل الدينية أسئلةً تتعلق بالدراسات الكنسية.

## التاريخ
بدأت العديد من الهيئات بنشر المواعظ إلى الزوار بالتزامن مع بداية انتشار الإنترنت، وتطور الأمر مع الوقت ليصبح على هيئة مقاطع فيديو وبودكاست ومدونات.
العديد من كنائس الإنترنت اليوم ما هي إلا استمرار لكنائس القرميد والملاط التقليدية؛ تقدّم هذه الكنائس للأعضاء بديلًا للاجتماعات البدنية التقليدية داخل مبنى الكنيسة، إذ توفّر بعض الكنائس -مثل كنيسة المغفلين- هذه الاجتماعات باستخدام الواقع الافتراضي ضمن بيئة ثلاثية الأبعاد.
أظهرت الإحصائيات الحديثة تزايد ابتعاد الشباب عن الكنائس -خاصةً بعد مغادرتهم للعيش بشكل مستقل بعيدًا عن عائلاتهم؛ فقد وجدت دراسة أجرتها لايف واي ريسرتش في عام 2007 أنّ 70٪ من البالغين البروتستانت الذين تتراوح أعمارهم بين 18 و22 يتوقفون عن ارتياد الكنيسة بانتظام.
تتواجد كنائس الإنترنت الآن في جميع أنحاء العالم. ومع ذلك، ما زالوا يتعرضون للانتقاد بسبب افتقارهم إلى «التواصل الإنساني».

## نظرة عامة
كنيسة الإنترنت هي عبارة عن تجمع للمؤمنين الورعين الذين يستخدمون الإنترنت للتسهيلات التي يقدمها من خلال البث الفيديوي أو الصوتي أو عبر الرسائل المكتوبة؛ والهدف الأساسي لذلك هو التقاء رعايا الكنيسة الذين يستخدمون الإنترنت.
تضم كنائس الإنترنت جوانب مختلفة من المجتمع المسيحي، وخاصةً أولئك الذين يرون هذه الظاهرة كجزء من الكنيسة الناشئة؛ المعنية بتطور الإيمان بشكل يتناسب مع تطور البيئة. تتواجد الكنيسة الإلكترونية (أو سايبر تشيرتش- cyberchurch) كموقع خاص أو كمساحة تفاعلية عامة على الويب أو كموقع للتواصل الاجتماعي.
يُطلَق مصطلح كنيسة الإنترنت على المؤسسات التي تقوم بتدريس معتقداتها وممارستها الدينية بشكل كلي أو أساسي من خلال الإنترنت. وعلى الرغم من وجود المئات من كنائس الإنترنت المتاحة على الإنترنت، يبقى مصطلح كنيسة الإنترنت محجوز عمومًا للكنائس التي يلتقي معظم أعضائها أو يتصلون أو يتجمعون عبر الإنترنت أو باستخدامه؛ حيث تتم الخدمات الدينية من خلال تكنولوجيا الإنترنت.
تختلف كنائس الإنترنت عن الكنائس التقليدية بالوسائط المادية التي تربط بين القساوسة والمعلمين والمؤمنين. وبشكل عام، تمتلك العديد من الكنائس في الولايات المتحدة حرمًا خاصًا بها على الإنترنت، والعديد منها يضم أعضاءً تصل أعدادهم للمئات.
يبقى الأعضاء على اتصال بالقساوسة والكهنة والمؤمنين الآخرين من خلال أدوات التواصل المتوفرة عبر الإنترنت. وفي بعض الحالات، يتواصل الأعضاء عبر الهاتف مع الكهنة.
ومع استمرار ازدهار استخدام الإنترنت، يستخدم المسيحيون مواقع الويب والمدونات ومواقع التواصل الاجتماعي وخدمات الوسائط وغرف الدردشة ولوحات المناقشة وغيرها من الوسائل الإلكترونية لتوفير اتصال اجتماعي وتعليمي لإثراء عقيدتهم.

### الكنائس على الإنترنت
استُخدِمت كلمة سايبر تشيرتش أو الكنيسة الإلكترونية من قبل مطور الويب تيم بيدنار الذي أوضح تأثير حركة التدوين على الإيمان، كما استخدم المؤلف ومستطلع الآراء المتدين جورج بارنا المصطلح في كتابه «الثورة» لوصف التجارب الروحية المُقدَّمة عبر الإنترنت. يرى بارنا الكنائس الإلكترونية كواحدة من التأثيرات الكبرى على الكنيسة في المستقبل؛ إذ ستُمثِّل قريبًا ثلث التوجه الروحاني في أمريكا -إلى جانب الأشكال الثورية الأخرى للكنيسة.

### مواقع التواصل الاجتماعي
يستخدم المسيحيون –كما العديد من مستخدمي الإنترنت- مواقع التواصل الاجتماعي بشكل متزايد. تعتمد هذه المواقع تقنية التدوين بشكل عام، ولكنها تسهل على أعضاءها التواصل مع بعضهم البعض داخل النظام، كإرسال الرسائل، وإضافة الأصدقاء، وتقييم وتصنيف بعضهم البعض. قد تتجسد هذه الروابط في العالم الواقعي، لكن الكثير من الناس يعتبرون الآن العلاقات عبر الإنترنت جزءًا مهمًا من حياتهم؛ وهو الأمر الذي يزيد من التأثير المحتمل للوجود مسيحي في هذه البيئات. ومع ذلك، ازدادت انتقادات الاستخدام المسيحي لهذه المواقع، بسبب انتشار المحتوى المشكوك فيه وقضايا تتعلق بالسلامة. وكنتيجة لذلك، تطورت العديد من البدائل المسيحية للشبكات الاجتماعية. من ناحية أخرى، يدعو البعض إلى استخدام مواقع التواصل الاجتماعي والتدوين والدردشة والرسائل الفورية لتبشير المتحولون الجدد ونشر الإنجيل.
حملت فكرة بدء الكنائس في مثل هذه البيئات الافتراضية العديد من التجارب والتوقعات. كان موقع LifeChurch.tv في طليعة من قدّم منصته لدعم الكنائس الإلكترونية؛ سيكشف البحث السريع في جوجل عن استخدام العديد من الكنائس الإلكترونية لمنصته. ولم يتوقف الأمر على ذلك فحسب، إذ عملت لايف تشيرتش أيضًا على زرع الكنيسة الإلكترونية في مجتمع الفيسبوك. إضافةً إلى ذلك، بدأت الكنائس بالظهور في لعبة سكند لايف حيث يمكن للناس حضور الأفاتار والعبادة معًا. تحتفظ العديد من هذه الكنائس بالعناصر التي يمكن العثور عليها في الكنيسة التقليدية -كالمواعظ. ومع ذلك، فهم يحاولون أيضًا التكيف مع المعايير الاجتماعية الفريدة للوسائط الرقمية؛ إذ يُشار إلى المستخدمين الذين يحضرون هذه الكنائس عادةً بأسماء المستخدمين على الإنترنت، وهناك أحيانًا جلسات محادثة قبل وبعد وحتى أثناء أداء الخدمات.

### الوسائط المتعددة على الإنترنت
مكّن البودكاست والبث الصوتي والفيديوي وتنزيل الوسائط ومواقع البث الذاتي من مشاركة الرؤى والاعتقادات. تواجدت التسجيلات دينية بأنواعها المختلفة منذ زمن، ولكن الإنترنت سهل من وصول هذه الملفات إلى ملايين المستخدمين مما أدى إلى نمو وتأثير هذه الكنائس الإلكترونية. يوجد الآن الملايين من الخطب الصوتية والمؤتمرات والندوات ومقاطع الفيديو المنزلية والأفلام الوثائقية حول الإيمان على شبكة الويب العالمية.
يمكن للمدونين المهرة بالتكنولوجيا استخدام الوسائط المتعددة لإنشاء مدونات صوتية فيديوية تقدم تجارب وآراء ومربعات حوار وقصص وتعاليم بطريقة تحاكي الواقع، كما يمتلك العديد من المفكرين والمؤلفين البارزين مدونات تقدم تسجيلات أو بث صوتي للخطابات أو المحاضرات. تسمح مواقع مشاركة الفيديو مثل يوتيوب وجوجل فيديو لأي شخص يمتلك كاميرا ويب بنشر ما يرغب وإتاحته لملايين المستخدمين؛ تسمح هذه الوسائل للمؤمنين بتبادل الأفكار حول الإيمان بطرق جديدة ومبتكرة، إذ تسمح معظم هذه المواقع للأشخاص بمشاركة الفيديو في مدونتهم أو موقعهم على الويب، الأمر الذي يؤدي إلى التواصل بين المستخدمين بالاعتماد على الفيديو. وقد ظهرت مواقع مسيحية خاصة مؤخرًا لتوفير خدمات مشاركة الفيديو القائمة على العقيدة.